# Аверин, Геннадий Викторович
Геннадий Викторович Аверин (род. 27 июля 1956, Макеевка) — заведующий кафедрой компьютерных технологий Донецкого национального университета (ДонНУ), доктор технических наук, профессор. Специалист в области системного анализа, системодинамики и теории сложности.
Известен как автор работ по теории термодинамики и системодинамики, оригинальной системы построения феноменологических теорий в предметных областях.

## Биография
В 1980 году окончил Николаевский кораблестроительный институт им. адмирала С.О. Макарова (НКИ), по квалификации инженер-механик. После окончания института работал в НИИ по безопасности работ в горной промышленности (МакНИИ), Донецком национальном техническом университете (ДонНТУ), Белгородском национальном исследовательском университете (НИУ «БелГУ»). В настоящее время работает в Донецком национальном университете (ДонНУ), занимает должность заведующего кафедры компьютерных технологий (КТ) физико-технического факультета (ФТФ).

## Основные концепции
В соответствии с трудами Аверина Г.В. моделирование сложных систем различной природы может быть осуществлено на основе феноменологического описания темпоральных данных, характеризующих их функционирование и развитие. Основным объектом моделирования является состояние системы (объекта), которое определяется с одной стороны свойствами, а с другой стороны эмпирическими мерами (геометрическими, вероятностными, темпоральными), которые отнесены ко всей группе наблюдаемых объектов в целом. В трудах излагается своеобразный взгляд на логику построения классической термодинамики, которая обобщается на случай общей теории систем. Для условий соблюдения трех принципов системного анализа (принцип континуальности пространства состояний, принцип инвариантности эмпирических мер и принцип соответственных состояний) доказывается, что для любой сложной системы существуют характеристические функции пространства состояний (энтропия и потенциал), которые представимы математическими функциями.  Следствиями этого является существование закона сохранения меры (в частном случае – закон сохранения энергии в термодинамике) и закона возрастания энтропии.
На основе выполненных исследований обобщены закономерности развития природы и общества, изложены основные принципы, постулаты и положения системодинамики, как науки о закономерностях процессов изменения и развития  систем во времени. Сформулировано несколько важных общесистемных положений: введены понятия «энергии» и «энтропии» для систем различной природы; показана справедливость закона сохранения «энергии» для нефизических систем и раскрыта сущность закона возрастания «энтропии» для случая, когда в качестве эмпирической меры выступает необратимое время; дано математическое понятие меры состояния и вектора эволюции системы; предложены пути аксиоматизации термодинамики и системодинамики и т.д.
Метод системодинамики развивается применительно к построению феноменологических теорий в предметных областях (для физических, биологических и социально-экономических систем). В ряде работ сделана попытка применить предложенный подход к формализации некоторых положений и категорий диалектики.

## Научные труды
Является автором более 150 публикаций, 15 монографий и 15 изобретений.

### Избранные статьи и монографии
1. Аверин Г.В. Системодинамика: теория и приложения. Монография / Г.В. Аверин. – Изд. 2-е перераб. и доп. – Донецк: ООО «НПП «Фолиант», 2022. – 535 с.
2. Аверин Г.В., Звягинцева А.В., Швецова А.А. О подходах к предсказательному моделированию сложных систем // Научные ведомости НИУ БелГУ. Сер. Экономика. Информатика. Том 45, №1. 2018. – С. 140–148.
3. Аверин Г.В. Естественнонаучные методы в философии: о принципах математического моделирования в диалектике // Системный анализ и информационные технологии в науках о природе и обществе, №1(14)–2(15). 2018. − С. 11–44.
4. Аверин Г.В., Звягинцева А.В. О справедливости принципа соответственных состояний для систем различной природы // Научные ведомости НИУ БелГУ. Сер. Экономика. Информатика. №16(265), вып. 43. 2017. – С. 104–112.
5. Аверин Г.В. О вероятностной природе смыслов в дискретных языковых единицах // Системный анализ и информационные технологии в науках о природе и обществе, №1(12)–2(13). 2017. − С. 11–18.
6. Аверин Г.В. О некоторых феноменологических закономерностях биологической жизни // Системный анализ и информационные технологии в науках о природе и обществе, №1(10)–2(11). 2016. − С. 11–31.
7. Аверин Г.В., Звягинцева А.В., Шевцова М.В. К вопросу обоснования положений термодинамики методами дифференциальной геометрии многомерных пространств // Научные ведомости НИУ БелГУ. Сер. Математика. Физика. Том 27(248), №45. 2016. – С. 36–44.
8. Аверин Г.В. О принципе существования и законе возрастания энтропии в свете общесистемных представлений системодинамики // Системный анализ и информационные технологии в науках о природе и обществе, №1(8)–2(9). 2015.- С. 15-44.
9. Аверин Г.В. Системодинамика. – Донецк: Донбасс, 2014. – 405 с.
10. Аверин Г.В. Системодинамика: наука о закономерностях процессов изменения и развития систем во времени. – Palmarium Academic Publishing, 2014. – 488 с.
11. Аверин Г.В., Звягинцева А.В. Взаимосвязь термодинамической и информационной энтропии при описании состояний идеального газа // Системный анализ и информационные технологии в науках о природе и обществе, №1(4)–2(5). 2013. − С. 26–37.
12. Аверин Г.В. Реляционно-полевая модель представления времени // Системный анализ и информационные технологии в науках о природе и обществе, №1(4)–2(5). 2013. − С. 11–25.

### Избранные видеолекции и презентации
1. От термодинамики к темпорологии: основы общей полевой теории[4]
2. Математика и философия: о принципах математического моделирования в диалектике[3]
3. Представления о сущности времени от античности до наших дней[3]

## Доступ к основным публикациям
- Scopus
- РИНЦ
- Google Scholar